# Portorose
Portorose (in sloveno Portorož) è un insediamento (naselje) di 2 956 abitanti del comune sloveno di Pirano.
Dalla fine del XIX secolo è uno dei più noti centri balneari del litorale Alto Adriatico nonché stazione termale.
Ospita strutture turistiche storiche come il Palace Hotel, edificato ai tempi della monarchia austro-ungarica e ancora in attività, nonché l'omonimo aeroporto di Portorose, nel villaggio di Sicciòle, ed a livello culturale l'EMUNI od Università Euromediterranea.

## Geografia fisica

### Posizione
Portorose si trova sulla costa adriatica orientale, nella parte sud del Golfo di Trieste, nella baia di Pirano, a circa 2 km a sud di Pirano stessa e non lontano dal confine con la Croazia, nei comuni di Umago e Buie. Da Capodistria dista 12 km e 25 km da Trieste. Inoltre dista 88 km da Fiume, 88 km da Pola, 85 km da Gorizia e 120 km da Lubiana.

### Clima
Il clima è relativamente mite in inverno (5 °C circa di media nel mese di gennaio) e caldo, senza essere afoso, nei mesi estivi (con una temperatura media che in luglio ed agosto è di circa 23 °C).
| Mese                        | Gen | Feb | Mar  | Apr  | Mag  | Giu  | Lug  | Ago  | Set  | Ott  | Nov  | Dic | Anno |
| --------------------------- | --- | --- | ---- | ---- | ---- | ---- | ---- | ---- | ---- | ---- | ---- | --- | ---- |
| Temperatura max. media (°C) | 8.6 | 9.7 | 13.1 | 16.8 | 21.8 | 25.5 | 28.4 | 28.2 | 23.9 | 19.0 | 13.2 | 9.7 | 18.2 |
| Temperatura min. media (°C) | 0.6 | 0.4 | 3.1  | 6.9  | 11.0 | 14.5 | 16.5 | 16.3 | 13.0 | 9.7  | 4.7  | 1.4 | 8.2  |
| Piogge (mm)                 | 56  | 47  | 61   | 65   | 69   | 86   | 58   | 78   | 124  | 120  | 91   | 75  | 83   |
| Umidità relativa (%)        | 68  | 61  | 57   | 55   | 54   | 54   | 50   | 51   | 57   | 61   | 65   | 67  | 58   |
| Eliofania assoluta (ore)    | 3.3 | 4.7 | 5.5  | 6.5  | 8.2  | 9.1  | 10.1 | 9.5  | 7.4  | 5.3  | 3.6  | 3.0 | 6.3  |

### Territorio
Nella città vige il bilinguismo italiano e sloveno. Portorose è la destinazione balneare più frequentata e vivace della costa slovena. A pochi chilometri dal confine con la Croazia, Portorose si estende lungo una baia naturale, dalle Saline di Sicciole e l'area abitata di Sezza, fino alla Punta di San Bernardino, sede dell'omonima struttura alberghiera.

## Storia
La storia della città è direttamente connessa a quella della vicina Pirano, coi primi insediamenti riconducibili ad opera degli Illiri già in epoca preistorica. In seguito l'area venne abitata da tribù celtiche, che poi vennero conquistate ed annesse dall'Impero romano nel 178 a.C. I ritrovamenti archeologici relativi a questo periodo hanno consentito di rilevare la presenza nell'area di molte ville rustiche patrizie e fattorie. Lo sviluppo dell'area avvenne però solo dopo il crollo dell'Impero romano, con l'aumento di coloni in cerca di nuove terre pervenuti al seguito dei barbari che invasero questi territori.
Nel VII secolo l'area era parte dell'Impero bizantino, ma col sempre crescente malcontento per il governo feudale locale e la sempre più importante influenza della Repubblica di Venezia, l'insediamento di Pirano siglò un trattato con Venezia che comprendeva una sorta di protettorato autonomo dell'area da parte dei veneziani.

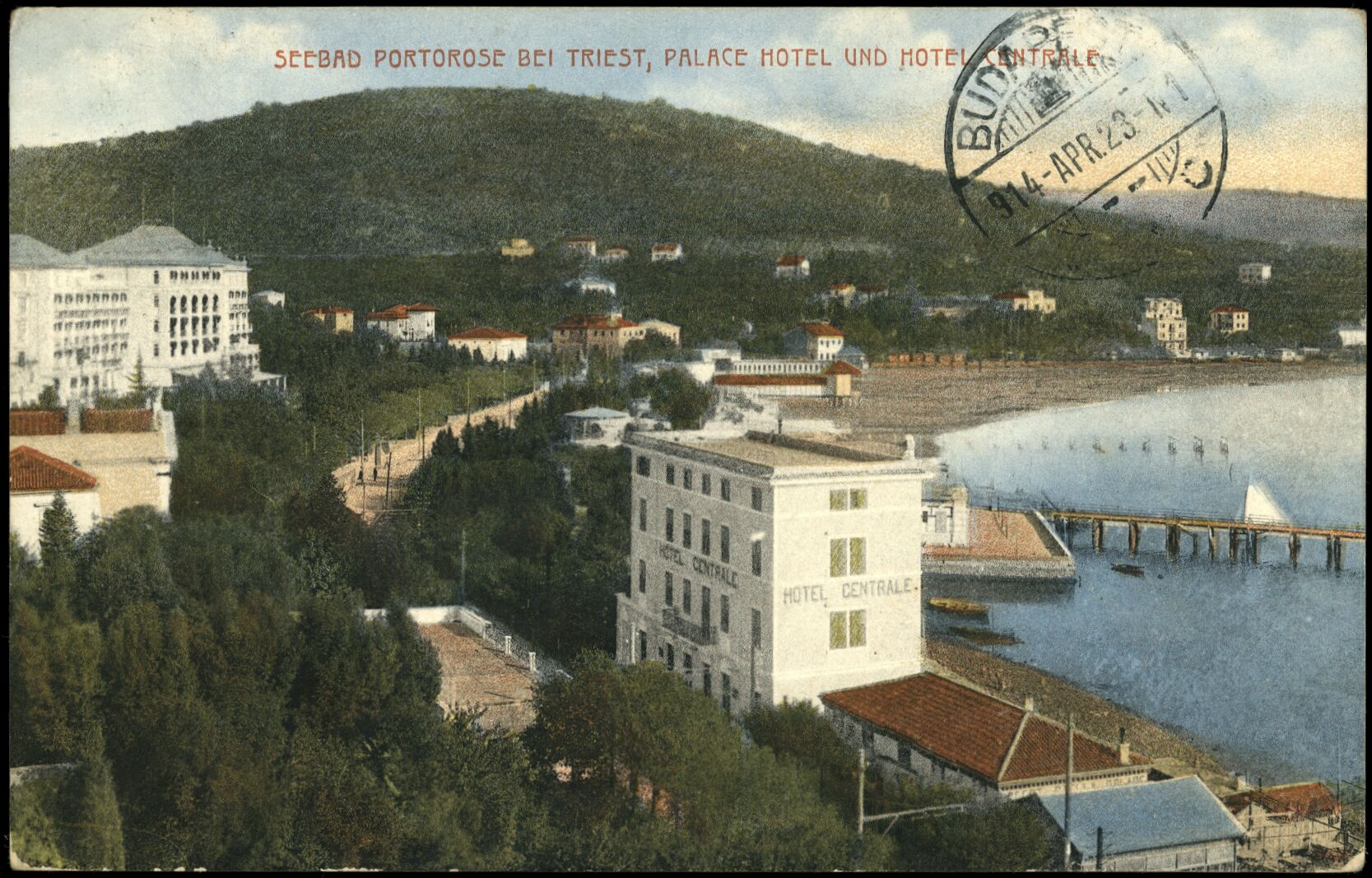
Portorose nel 1914.

Contemporaneamente l'area venne interessata dalle missioni dei benedettini. Nel XII secolo la regione contava quattro monasteri dell'ordine e diverse chiese sparse. Tra queste la più antica era la chiesa di Santa Maria del Rosario che sorgeva proprio lungo la baia di Portorose e che venne eretta nel XIII secolo. Fu proprio dal nome latino della chiesa (Sancta Maria Roxe) e italiano poi (Santa Maria delle Rose) che nel 1251 la baia prese il nome di Portus sanctae Mariae de Rosa.
Uno dei più importanti centri monastici con sede proprio a Portorose era il monastero di San Lorenzo dove i monaci benedettini si dedicavano alle cure mediche dei malati, alleviando i dolori reumatici e gli ascessi con dei concentrati di acqua marina e fanghi medicamentosi. Nel 1210 l'area passò sotto il Patriarcato di Aquileia.
Nel XIII secolo Pirano entrò in un breve conflitto con la Repubblica di Venezia che impegnò l'area dal dicembre del 1282 al gennaio del 1283 e che vide la sconfitta dei locali a vantaggio dei veneziani.

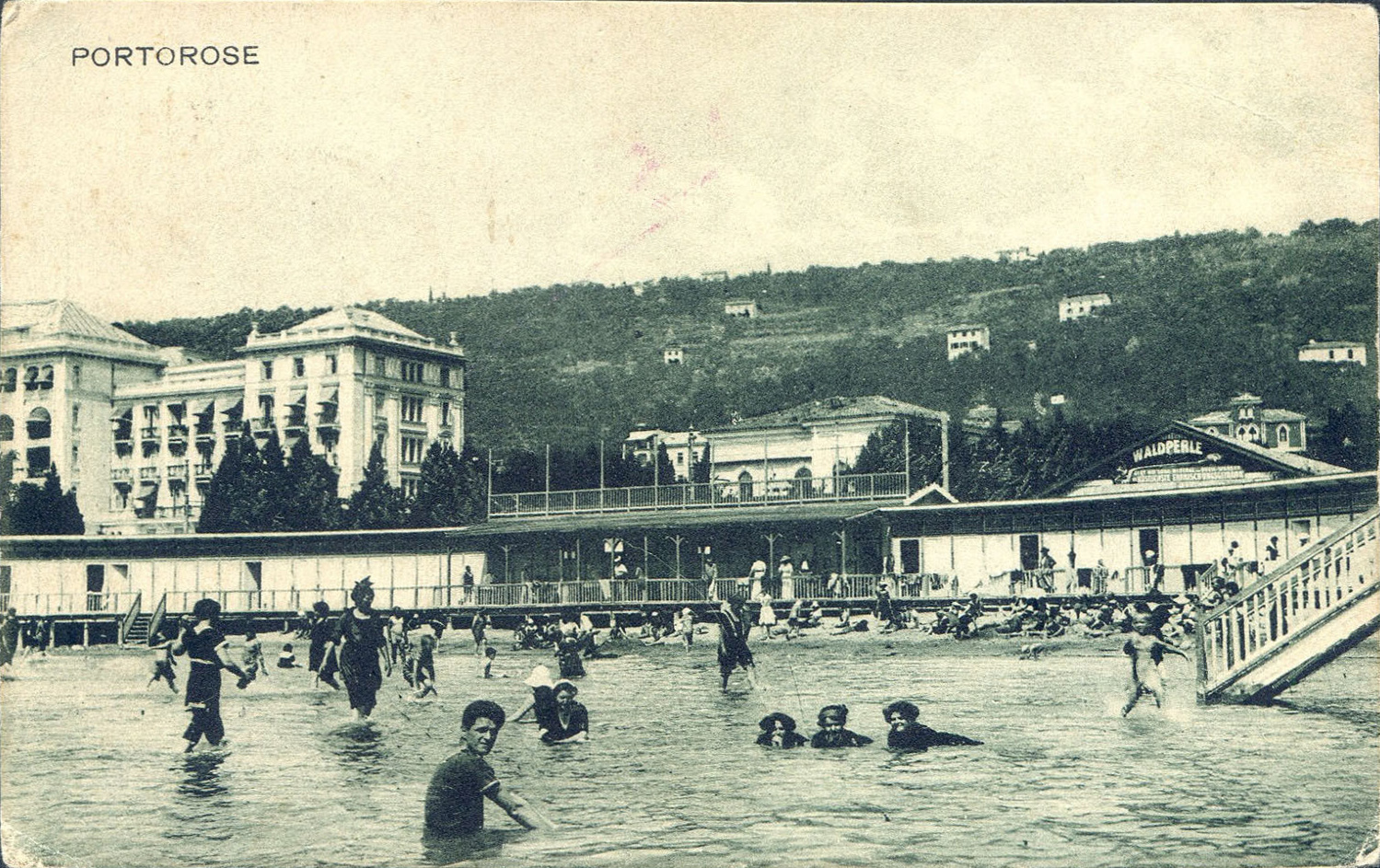
Spiaggia di Portorose 1923

Durante il secondo periodo di governo veneziano, al contrario di altri villaggi della penisola dell'Istria, Portorose e Pirano si dimostrarono leali al governo veneziano e quindi divennero detentori di speciali privilegi verso la Repubblica che ne favorì una vera esplosione economica e commerciale. Nel 1797 quando cadde la Repubblica di Venezia ed i suoi territori passarono all'Impero austriaco, il governo imperiale perdurò sino al 1806. Dal 1806 al 1813 l'intera penisola istriana divenne parte delle Province illiriche come parte dell'Impero Francese. Un secondo periodo di boom economico si ebbe con la restaurazione del governo imperiale che portò all'allargamento del commercio locale verso Santa Lucia e Sicciole. Dopo la Grande Guerra, il trattato di Rapallo determinò il passaggio della penisola istriana sotto il controllo del Regno d'Italia. Dissolto l'Impero austroungarico l'area vide un sostanziale stallo economico.
Nel 1934 era operativa la Scuola Idrovolanti (civile).
Nella seconda guerra mondiale, l'area non conobbe particolari scontri, anche quando l'importante e vicina area industriale di Trieste conobbe diversi bombardamenti. Dopo la guerra, tra il maggio 1945 e l'ottobre 1954, ricadendo nella zona B del Territorio Libero di Trieste, Portorose si trovò amministrata dall'esercito jugoslavo (STT-Vuja). Dopo la divisione del TLT nel 1954 passò all'amministrazione civile jugoslava e dal 1975 divenne de jure parte della SFRJ (Jugoslavia).

## Economia

### Turismo
L'economia di Portorose si basa principalmente sul turismo, vi sorgono alcuni centri termali che propongono cure attraverso l'impiego di acque saline e fanghi curativi, che possono concorrere alla cura di patologie della pelle e i postumi delle malattie reumatiche.
La località è dotata nelle vicinanze di un piccolo aeroporto, e un molo turistico attrezzato che può accogliere fino a 1000 imbarcazioni.

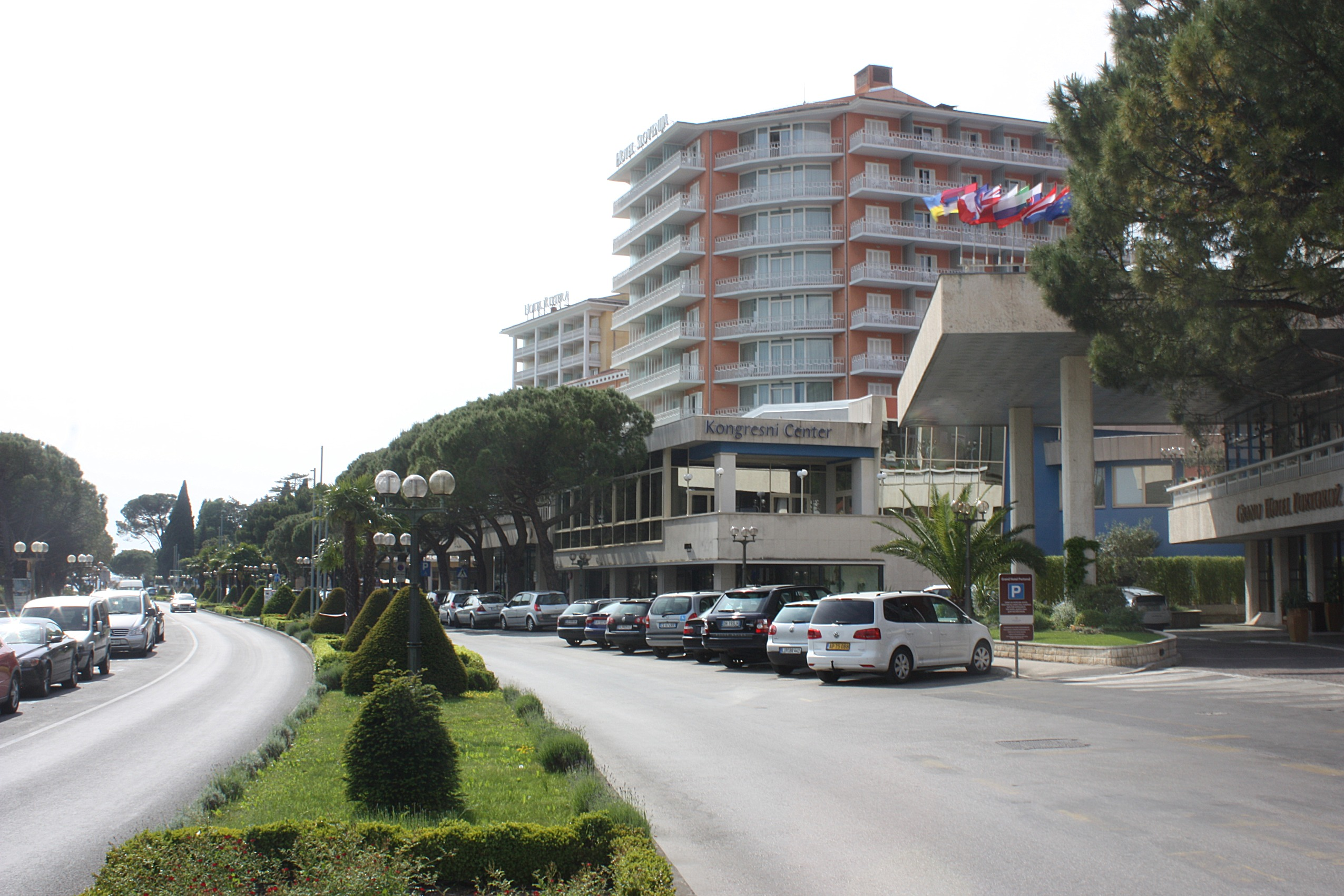
Centro turistico di Portorose.

La via Lungomare / Obala lunga 2 km collega la frazione di Santa Lucia a quella di San Bernardino, in direzione di Pirano, e funge da passeggiata lungo la quale vi sono posti diversi alberghi, negozi, le terme e il Casinò (Grand Casinò Portorose).

## Punti d'interesse

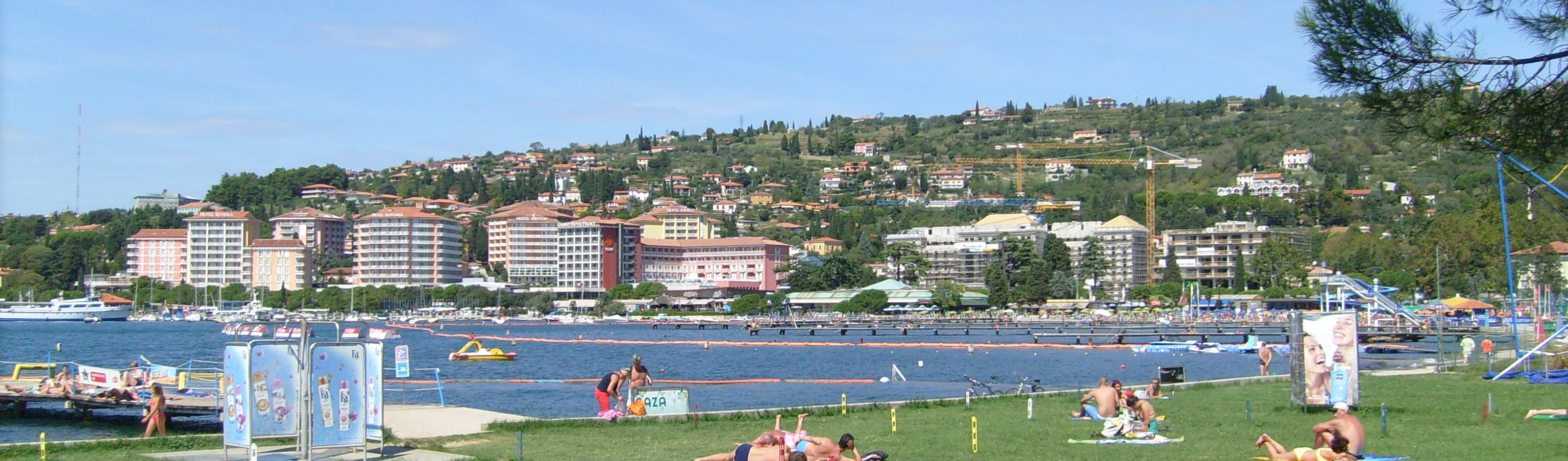
Panorama di Portorose

Nella parte sud presso le saline vi sono alcuni vecchi magazzini del sale, sull'altura di Crocebianca (Beli Križ), vi è un belvedere sulla baia di Portorose e l'antenna di Radio Capodistria. In direzione nord-est, verso la baia e le saline di Strugnano, vi è il promontorio di Sezza (Seča), dove visitare Forma viva, un'esposizione permanente all'aperto di sculture d'arte contemporanea in pietra.
Da Portorose è possibile raggiungere rapidamente e visitare Trieste città ricca di fascino, storia e cultura oltre ad alcune città di un certo interesse nel panorama artistico e culturale sloveno. Poco meno di due ore separano la località balneare dalla capitale Lubiana, mentre sempre sulla direttrice per Trieste si raggiungono Isola e la splendida Capodistria, gioiello dell'architettura veneta.

## Infrastrutture e trasporti
La località è dotata di un aeroporto turistico, terzo in Slovenia dopo quelli di Lubiana e Maribor, situato a pochi km dal centro abitato.
Nel 1909 Portorose fu collegata a Pirano da una linea filoviaria, sostituita nel 1912 da una tranvia elettrica attiva sino al 1953.